# Цылёв, Павел Николаевич
Павел Николаевич Цылёв (10 июля 1920, Кирс, Вятская губерния — 5 октября 1955, Сахалинская область) — Герой Советского Союза. Командир отделения 117-го гвардейского отдельного сапёрного батальона 110-й гвардейской стрелковой дивизии 37-й армии Степного фронта. Гвардии сержант.

## Биография
Родился 10 июля 1920 года в городе Кирсе в семье рабочего. Русский. После окончания средней школы № 3 учился в механико-металлургическом техникуме в городе Лысьве Пермской области. Окончил курсы пилотов-планеристов в авиационной школе. Работал технологом на Лысьвенском металлургическом заводе.
В декабре 1940 года был призван Омутнинским РВК (Кировская область, Омутнинский район) в РККА и учился в Челябинском авиационном училище.

### Участие в Великой Отечественной войне
Лёгкий бомбардировщик 735-го ночного бомбардировочного полка (16-я воздушная армия Западный фронт), где П. Н. Цылёв был стрелком-радистом, 27 января 1942 года, выполняя боевое задание, попал под перекрёстный огонь зениток и был сбит. В бессознательном состоянии тяжелораненый (перелом бедра) Цылёв был пленён. Находился в лагере для военнопленных без движения в городе Юхнове Смоленской области с 27 января по 5 марта 1942 года. Через несколько дней под ударами советских войск гитлеровцы отступили, и боец вновь оказался среди своих. После госпиталя врачебная комиссия признала лётчика непригодным к полётам. П. Н. Цылёв стал пехотинцем в 5-й гвардейской стрелковой бригаде, а затем сапёром и командиром отделения отдельного сапёрного батальона в 110-й гвардейской стрелковой дивизии.

### Подвиг
Командир отделения 117-го гвардейского отдельного сапёрного батальона 110-й гвардейской стрелковой дивизии 37-й армии (Степной фронт).
Гвардии сержант П. Н. Цылёв отличился осенью 1943 года на Днепре.
30 сентября при форсировании реки близ села Солошино Кобелякского района Полтавской области Украины он переправил на плацдарм большую десантную группу. Пять суток потом почти без отдыха отделение гвардии сержанта Павла Цылёва, используя подручные средства, переправляло бойцов, снаряды, продовольствие на правый берег Днепра. Отделение принимало участие в отражении контратак противника. 9 октября бойцы П. Н. Цылёва отразили четыре атаки. Сам командир в этот день уничтожил около двух десятков фашистов, пулемётное гнездо и взял в плен пулемётчика.
Указом Президиума Верховного Совета СССР от 22 февраля 1944 года за образцовое выполнение заданий командования в борьбе против немецко-фашистских захватчиков и проявленные при этом мужество и героизм Цылёву Павлу Николаевичу было присвоено звание Героя Советского Союза с вручением ордена Ленина и медали «Золотая Звезда».
При оформлении документов на награждение в документы была внесена ошибка — фамилия героя была написана не через Ы, по нормам русского языка, а через И. Когда П. Н. Цылёв указал на неё, то получил ответ, что в подобные документы изменения внести слишком сложно. Поэтому в списках награждённых он числится как Цилёв.

### После войны
После войны окончил институт советской торговли. Работал директором Кирсинского торга, коммерческим директором Кировского горторга, начальником торгового отделения Сахалинского межрайторга.
Погиб 5 октября 1955 года во время шторма, спасая людей и государственное имущество в посёлке Широкая Падь Широкопадского района (ныне на территории Александровск-Сахалинского района) Сахалинской области РСФСР, СССР.
Был похоронен в посёлке Широкая Падь Александровск-Сахалинского района Сахалинской области.
Перезахоронен в 1978 году в родном городе Кирс.

## Награды
- Медаль «Золотая Звезда»;
- орден Ленина;
- орден Красной Звезды[5];
- медаль «За отвагу»[6].

## Память
- Имя Героя высечено золотыми буквами в зале Славы Центрального музея Великой Отечественной войны в Парке Победы города Москвы.
- На могиле Героя установлен надгробный памятник.
- Имя Героя носят улица и средняя школа № З в городе Кирсе.